# Championnats du monde d'aviron 2001
Navigation
Édition précédente Édition suivante
Les 31es Championnats du monde d'aviron se tiennent du 19 août au 26 août 2001 à Lucerne, en Suisse.

## Podiums

### Hommes
| Épreuves                           | Or | Or            | Argent | Argent        | Bronze | Bronze        |
| ---------------------------------- | --- | ------------- | --- | ------------- | --- | ------------- |
| Skiff M1x                          | Norvège • Olaf Tufte | 6 min 43 s 04 | Slovénie • Iztok Čop | 6 min 43 s 36 | Tchéquie • Václav Chalupa | 6 min 43 s 62 |
| Skiff poids légers LM1x            | Irlande • Sam Lynch | 6 min 49 s 38 | Italie • Stefano Basalini | 6 min 51 s 71 | Tchéquie • Michal Vabrousek | 6 min 53 s 02 |
| Deux de couple M2x                 | Hongrie • Akos Haller • Tibor Peto | 6 min 14 s 16 | France • Adrien Hardy • Sébastien Vieilledent | 6 min 14 s 29 | Italie • Rossano Galtarossa • Alessio Sartori | 6 min 14 s 43 |
| Deux de couple poids légers LM2x   | Italie • Elia Luini • Leonardo Pettinari | 6 min 16 s 75 | Pologne • Tomasz Kucharski • Robert Sycz | 6 min 19 s 45 | France • Fabrice Moreau • Thibaud Chapelle | 6 min 20 s 30 |
| Deux de pointe M2-                 | Royaume-Uni • James Cracknell • Matthew Pinsent | 6 min 27 s 57 | Yougoslavie • Djordje Visacki • Nikola Stojić | 6 min 27 s 59 | Afrique du Sud • Ramon di Clemente • Donovan Cech | 6 min 29 s 31 |
| Deux de pointe poids légers LM2-   | Irlande • Gearoid Towey • Tony O'Connor | 6 min 34 s 72 | Pays-Bas • Simon Kolkman • Robert van der Vooren | 6 min 36 s 40 | Italie • Massimo Guglielmi • Giuseppe Del Gaudio | 6 min 36 s 99 |
| Deux de pointe avec barreur M2+    | Royaume-Uni • James Cracknell • Matthew Pinsent • Neil Chugani | 6 min 49 s 33 | Italie • Mattia Trombetta • Lorenzo Carboncini • Andrea Monizza | 6 min 49 s 75 | Roumanie • Cornel Nemtoc • Ioan Florariu • Marin Gheorghe | 6 min 54 s 45 |
| Quatre de couple M4x               | Allemagne • Christian Schreiber • André Willms • Marco Geisler • Andreas Hajek                                                                                                | 5 min 40 s 89 | Pays-Bas • Geert Cirkel • Dirk Lippits • Diederik Simon • Michiel Bartman                                                                                              | 5 min 42 s 64 | Italie • Nicola Sartori • Mattia Righetti • Franco Berra • Simone Raineri                                                                                             | 5 min 42 s 87 |
| Quatre de couple poids légers LM4x | Italie • Daniele Gilardoni • Luca Moncada • Mauro Baccelli • Filippo Mannucci                                                                                                 | 5 min 50 s 76 | Grèce • Nikólaos Skiathítis • Ioannis Korkouritis • Vasílios Polýmeros • Panagiotis Miliotis                                                                           | 5 min 52 s 87 | Japon • Akio Yano • Hitoshi Hase • Atsushi Obata • Kazuaki Mimoto | 5 min 54 s 19 |
| Quatre de pointe M4-               | Royaume-Uni • Toby Garbett • Steve Williams • Ed Coode • Rick Dunn | 5 min 48 s 98 | Allemagne • Sebastian Thormann • Paul Dienstbach • Philipp Stueer • Bernd Heidicker                                                                                    | 5 min 50 s 56 | Slovénie • Jani Klemencic • Milan Janša • Rok Kolander • Matej Prelog                                                                                                 | 5 min 52 s 23 |
| Quatre de pointe poids légers LM4- | Autriche • Sebastian Sageder • Bernd Wakolbinger • Wolfgang Sigl • Martin Kobau                                                                                               | 5 min 53 s 55 | Danemark • Thomas Ebert • Thor Kristensen • Søren Madsen • Eskild Ebbesen                                                                                              | 5 min 54 s 36 | France • Laurent Porchier • Jean-Christophe Bette • Yves Hocdé • Xavier Dorfman                                                                                       | 5 min 55 s 55 |
| Quatre de pointe avec barreur M4+  | France • Gilles Bosquet • Vincent Gazan • Vincent Millot • Sidney Chouraqui • Christophe Lattaignant                                                                          | 6 min 08 s 25 | Italie • Luca Agamennoni • Edoardo Verzotti • Massimo Cascone • Luca Ghezzi • Gianluca Barattolo                                                                       | 6 min 09 s 71 | Royaume-Uni • Chris Martin • Henry Adams • Alex Partridge • Dan Ouseley • Peter Rudge                                                                                 | 6 min 11 s 62 |
| Huit M8+                           | Roumanie • Daniel Mastacan • Florin Corbeanu • Cornel Nemtoc • Ioan Florariu • Ovidiu Cornea • Andrei Banica • Gheorghe Pirvan • Vasile Mastacan • Marin Gheorghe             | 5 min 27 s 48 | Croatie • Oliver Martinov • Damir Vučičić • Tomislav Smoljanović • Nikša Skelin • Siniša Skelin • Krešimir Čuljak • Igor Boraska • Branimir Vujević • Silvijo Petriško | 5 min 28 s 47 | Allemagne • Sebastian Schulte • Thorsten Engelmann • Johannes Dobershütz • Stephan Koltzk • Jörg Diessner • Enrico Schnabel • Ulf Siems • Michael Ruhe • Peter Thiede | 5 min 29 s 41 |
| Huit poids légers LM8+             | France • Jean-Baptiste Dupy • Erwan Peron • Laurent Porchier • Franck Bussiere • Pascal Touron • Jean-Christophe Bette • Yves Hocdé • Xavier Dorfman • Christophe Lattaignant | 5 min 37 s 21 | Danemark • Morten Riis • Stephan Mølvig • Thomas Croft • Kenneth Buelow • Rasmus Hjortshoej • Svend Pedersen • Jesper Krogh • Morten Hansen • Sebastian Claus          | 5 min 37 s 99 | États-Unis • Erik Miller • Eric Feins • Gavin Blackmore • Thomas Paradiso • Josh Cashman • Ben Cotting-Gagne • John Wall • Eric Kratochvil • Bill McManus             | 5 min 38 s 80 |

### Femmes
| Épreuves                           | Or | Or            | Argent | Argent        | Bronze | Bronze        |
| ---------------------------------- | --- | ------------- | --- | ------------- | --- | ------------- |
| Skiff W1x                          | Allemagne • Katrin Rutschow | 7 min 19 s 25 | Russie • Yuliya Levina | 7 min 23 s 28 | Biélorussie • Ekaterina Karsten-Khodotovitch | 7 min 25 s 18 |
| Skiff poids légers LW1x            | Irlande • Sinead Jennings | 7 min 33 s 20 | Pays-Bas • Mirjam ter Beek | 7 min 34 s 43 | Suisse • Pia Vogel | 7 min 36 s 26 |
| Deux de couple W2x                 | Allemagne • Kathrin Boron • Kerstin El Qalqili-Kowalski                                                                                              | 6 min 50 s 20 | Nouvelle-Zélande • Georgina Evers-Swindell • Caroline Evers-Swindell | 6 min 51 s 73 | Biélorussie • Ekaterina Karsten-Khodotovitch • Volna Berazniova                                                                                          | 6 min 52 s 72 |
| Deux de couple poids légers LW2x   | Allemagne • Janet Raduenzel • Claudia Blasberg | 6 min 55 s 55 | Pologne • Katarzyna Demianiuk • Ilona Mokronowska | 6 min 58 s 02 | Roumanie • Monica Eremia-Stan • Irina Acsinte | 6 min 58 s 97 |
| Deux de pointe W2-                 | Roumanie • Georgeta Damian-Andrunache • Viorica Susanu                                                                                               | 7 min 01 s 27 | Biélorussie • Olga Tratsevskaya • Yuliya Bichyk | 7 min 03 s 51 | Canada • Jacqui Cook • Karen Clark | 7 min 05 s 52 |
| Deux de pointe poids légers W2-    | Royaume-Uni • Sarah Birch • Jo Nitsch | 7 min 23 s 00 | États-Unis • Suzanne Walther • Michelle Borkhuis | 7 min 25 s 37 | Argentine • Patricia Conte • Elina Urbano | 7 min 26 s 02 |
| Quatre de couple W4x               | Allemagne • Peggy Waleska • Marita Scholz • Manuela Lutze • Manja Kowalski                                                                           | 6 min 12 s 95 | Nouvelle-Zélande • Sonia Waddell • Paula Twining • Caroline Evers-Swindell • Georgina Evers-Swindell                                                                                 | 6 min 15 s 35 | États-Unis • Sarah Jones • Carol Skricki • Hilary Gehman • Laura Rauchfuss                                                                               | 6 min 18 s 30 |
| Quatre de couple poids légers LW4x | Australie • Catriona Roach • Sally Causby • Amber Halliday • Josephine Lips                                                                          | 6 min 29 s 68 | États-Unis • Marny Jaastad • Abigail Cromwell • Jennifer Edwards • Stacey Borgman | 6 min 32 s 64 | Pays-Bas • Mariel Pikkemaat • Maud Klinkers • Aukje Zuidema • Hedi Poot                                                                                  | 6 min 33 s 70 |
| Quatre de pointe W4-               | Australie • Jane Robinson • Julia Wilson • Jo Lutz • Victoria Roberts                                                                                | 6 min 27 s 23 | Nouvelle-Zélande • Jackie Abraham-Lawrie • Kate Robinson • Rochelle Saunders • Nicola Coles                                                                                          | 6 min 28 s 58 | Pays-Bas • Christine Vink • Carin ter Beek • Anneke Venema • Femke Dekker                                                                                | 6 min 30 s 81 |
| Huit W8+                           | Australie • Jodi Winter • Jo Lutz • Julia Wilson • Jane Robinson • Emily Martin • Rebecca Sattin • Victoria Roberts • Kristina Larsen • Carly Bilson | 6 min 03 s 66 | Roumanie • Elena Pirvan • Aurica Barascu • Natalita Berteanu-Pelin • Elena Gavrilescu • Mihaela Nastasa • Doina Spîrcu • Georgeta Damian-Andrunache • Viorica Susanu • Rodica Anghel | 6 min 04 s 96 | Allemagne • Silke Günther • Anja Pyritz • Dana Pyritz • Britta Holthaus • Susanne Schmidt • Sandra Goldbach • Maja Tucholke • Lenka Wech • Annina Ruppel | 6 min 05 s 32 |

## Tableau des médailles
| Rang  | Nation           | Or | Argent | Bronze | Total |
| ----- | ---------------- | -- | ------ | ------ | ----- |
| 1     | Allemagne        | 6  | 1      | 2      | 9     |
| 2     | Royaume-Uni      | 4  | 0      | 1      | 5     |
| 3     | Irlande          | 3  | 0      | 0      | 3     |
| 4     | Italie           | 2  | 3      | 3      | 8     |
| 5     | France           | 2  | 1      | 2      | 5     |
| 5     | Roumanie         | 2  | 1      | 2      | 5     |
| 7     | Australie        | 2  | 0      | 0      | 2     |
| 8     | Autriche         | 1  | 0      | 0      | 1     |
| 8     | Hongrie          | 1  | 0      | 0      | 1     |
| 8     | Norvège          | 1  | 0      | 0      | 1     |
| 11    | Pays-Bas         | 0  | 3      | 1      | 4     |
| 12    | Danemark         | 0  | 3      | 0      | 3     |
| 12    | Nouvelle-Zélande | 0  | 3      | 0      | 3     |
| 14    | Pologne          | 0  | 2      | 0      | 2     |
| 15    | Biélorussie      | 0  | 1      | 2      | 3     |
| 15    | États-Unis       | 0  | 1      | 2      | 3     |
| 16    | Slovénie         | 0  | 1      | 1      | 2     |
| 17    | Croatie          | 0  | 1      | 0      | 1     |
| 17    | Grèce            | 0  | 1      | 0      | 1     |
| 17    | Russie           | 0  | 1      | 0      | 1     |
| 17    | Yougoslavie      | 0  | 1      | 0      | 1     |
| 21    | Tchéquie         | 0  | 0      | 2      | 2     |
| 21    | Japon            | 0  | 0      | 2      | 2     |
| 23    | Argentine        | 0  | 0      | 1      | 1     |
| 23    | Canada           | 0  | 0      | 1      | 1     |
| 23    | Afrique du Sud   | 0  | 0      | 1      | 1     |
| 23    | Suisse           | 0  | 0      | 1      | 1     |
| TOTAL | TOTAL            | 24 | 24     | 24     | 72    |